# Uno Veering
Uno Veering (* 27. Oktober 1949 im Kreis Harju) ist ein estnischer Jurist und Politiker.

## Leben
Uno Veering schloss 1969 seine Ausbildung am Tallinner Polytechnikum im Fachbereich Herstellung automatischer und telemechanischer Geräte ab. 1978 beendete er sein Studium an der Rechtswissenschaftlichen Fakultät der Staatlichen Universität Tartu.
In der Zeit von Glasnost und Perestroika, dem Ende der Sowjetunion und der Wiederherstellung der Unabhängigkeit der Republik Estland betätigte sich Veering politisch. Von Januar bis Oktober 1992 war Veering Staatsminister (Riigiminister) in der ersten, kurzlebigen Regierung von Ministerpräsident Tiit Vähi.
1993/94 war Veering stellvertretender Vorstandsvorsitzender der Eesti Sotsiaalpank. 1994/95 war er stellvertretender Bürgermeister der estnischen Hauptstadt Tallinn. Von April 1995 bis 1999 war er Leiter der estnischen Staatskanzlei (Riigisekretär) unter den Ministerpräsidenten Tiit Vähi (1995–1997) und Mart Siimann (1997–1999), die beide der liberalen Estnischen Koalitionspartei (Eesti Koonderakond) angehörten. Nach einer Trunkenheitsfahrt, bei der einen Verkehrsunfall verursachte, trat er von seinem Amt zurück.
Im Dezember 1999 wurde Veering in die estnische Rechtsanwaltsvereinigung aufgenommen. Von 1999 bis 2004 war Veering Partner in der Rechtsanwaltskanzlei seines Parteifreundes, des ehemaligen estnischen Justizministers Paul Varul. Von 1999 bis 2009 unterrichtete er gleichzeitig Verwaltungsrecht an der privaten Estonian Business School (EBS).
Von 2003 bis 2009 war Uno Veering Vize-Staatssekretär im estnischen Umweltministerium und anschließend bis 2018 stellvertretender Leiter der estnischen Umweltschutzbehörde (Keskkonnainspektsioon).
Er ist seit 2020 wieder in einer Tallinner Rechtsanwaltskanzlei tätig.